# Scaphirhynchus
Scaphirhynchus, del griego clasico σκάφη (skáphē), "pala", y ῥύγχος (rhúnkos), "hocico", es un género de peces acipenseriformes de la familia Acipenseridae, siendo descrito por Johann Jakob Heckel en 1835. Todas la especies de distribuyen en Norteamérica en los ríos Mississippi, Misuri y Alabama. Se caracterizan por un pedúnculo caudal largo, deprimido y completamente acorazado.
Las especies de este género están en peligro de extinción debido a la construcción de presas, la perdida y alteración del hábitat, las cosechas sin control y la introducción de especies invasoras. Esto causó que dos especies estén catalogadas en peligro critico de extinción (esturión de Alabama y esturión pálido) y una este catalogada en vulnerable (esturión nariz de pala) según la UICN.

## Taxonomía
El género actualmente posee tres especies reconocidas:
- Scaphirhynchus albus (S. A. Forbes y R. E. Richardson, 1905)
- Scaphirhynchus platorynchus (Rafinesque, 1820)
- Scaphirhynchus suttkusi (J. D. Williams y Clemmer, 1991)